# Spalding Gray
Spalding Gray (* 5. Juni 1941 in Barrington (Rhode Island); † um den 10. Januar 2004 in New York City) war ein US-amerikanischer Schauspieler und Autor für Theater und Fernsehen.

## Leben
Spalding Gray war besonders bekannt für die Darstellung von Monologen, die immer von seiner Lebensgeschichte handelten und von ihm in einer charakteristischen Mixtur aus Humor, Wahnsinn und übersteigertem Selbstbewusstsein dargestellt wurden.
Nach einigen kleineren Kinorollen, darunter auch in Pornofilmen, erlangte Gray erstmals nationale Berühmtheit mit seinem Film Swimming to Cambodia, einer Filmversion seiner Monologe, die auf Erfahrungen während der Dreharbeiten 1984 zu The Killing Fields in Südostasien basierten.
Einige Aufmerksamkeit von Kritikern der Postmoderne erhielt er bezüglich der Problematik, inwieweit sich sein Leben hinter der Bühne mit seiner Existenz auf der Bühne überlappte. Kritisiert wurde er auch dafür, Freud und Leid anderer für seine Monologe auszuschlachten. Gray war ab 1969 Mitglied von Richard Schechners New Yorker Ensemble The Performance Group und vollzog 1975 den Wandel der Gruppe zur Wooster Group mit, in deren Spielstätte, der Performing Garage in der Wooster Street, Soho, New York City, all seine Monolog-Stücke zur Uraufführung kamen.
Anfang der 1990er Jahre veröffentlichte er seine erste Kurzgeschichte Impossible Vacation. Dabei blieb er seinem Stil treu und schrieb natürlich einen Monolog über die Erfahrung beim Schreiben seines Buches mit dem Titel Monster in a Box.
Im Juni 2001 erlitt er schwere Verletzungen bei einem Autounfall auf einem Urlaub in Irland. Im Januar 2004 wurde Gray, von dem bekannt war, dass er depressive Schübe infolge der Verletzungen hatte, vermisst gemeldet. Erst am 7. März 2004 wurde aus einem Leichenschauhaus berichtet, dass Spalding Grays Leiche aus dem East River geborgen worden war. Da er schon 2002 einen Suizidversuch unternommen hatte und sich seine Mutter 1967 ebenfalls das Leben genommen hatte, stellte man Suizid als wahrscheinlichste Todesursache fest.
Da bekannt war, dass er zuletzt an einem neuen Monolog gearbeitet hatte, wird vermutet, dass in diesem Zusammenhang seine Depressionen der Auslöser für den Suizid gewesen sein könnten.

## Filmografie
- 1970: Cowards
- 1972: Love-In ’72
- 1973: The Farmer’s Daughter
- 1976: Ilsa, Harem Keeper of the Oil Sheiks[2]
- 1976: Little Orphan Dusty
- 1978: Maraschino Cherry
- 1983: Variety
- 1984: Almost You
- 1984: Hard Choices
- 1984: The Killing Fields – Schreiendes Land (The Killing Fields)
- 1985: The Communists Are Comfortable (And Three Other Stories)
- 1986: True Stories
- 1986: Ticket zum Himmel (Seven Minutes in Heaven)
- 1987: Swimming to Cambodia (auch als Drehbuchautor)
- 1988: Beaches
- 1988: Spalding Gray: Terrors of Pleasure
- 1988: Stars and Bars – Der ganz normale amerikanische Wahnsinn (Stars and Bars)
- 1988: Claras Geheimnis (Clara’s Heart)
- 1989: The Image
- 1989: Heavy Petting
- 1991: Spalding Gray: Monster in a Box
- 1991: To Save a Child
- 1991: Monster in a Box (auch als Drehbuchautor)
- 1992: Straight Talk
- 1993–1999: Die Nanny
- 1993: König der Murmelspieler (King of the Hill)
- 1993: Zelda
- 1993: Twenty Bucks
- 1993: The Pickle
- 1994: Schlagzeilen (The Paper)
- 1995: Rangoon (Beyond Rangoon)
- 1995: Bad Company
- 1995: Hoogste Tijd
- 1996: Bliss
- 1996: Glory Daze
- 1996: Buckminster Fuller: Thinking Out Loud
- 1996: Gray’s Anatomy (auch als Drehbuchautor)
- 1996: Diabolisch (Diabolique)
- 1997: Drunks
- 1997: Bliss – Im Augenblick der Lust (Bliss)
- 1999: Coming Soon
- 2001: Revolution Number 9
- 2001: Julie Johnson
- 2001: So High (How High)
- 2001: Kate & Leopold